# Нова Пулапіна
Нова Пулапіна (пол. Nowa Pułapina) — село в Польщі, у гміні Баранув Ґродзиського повіту Мазовецького воєводства.
Населення — 106 осіб (2011).
У 1975-1998 роках село належало до Скерневицького воєводства.

## Демографія
Демографічна структура станом на 31 березня 2011 року:
|          | Загалом | Допрацездатний вік | Працездатний вік | Постпрацездатний вік |
| -------- | ------- | ------------------ | ---------------- | -------------------- |
| Чоловіки | 56      | 13                 | 36               | 7                    |
| Жінки    | 50      | 12                 | 25               | 13                   |
| Разом    | 106     | 25                 | 61               | 20                   |